# Carlo Regalia
(Gianni Antonucci)
Carlo Regalia (Lonate Pozzolo, 1º marzo 1934) è un dirigente sportivo, allenatore di calcio ed ex calciatore italiano, di ruolo centrocampista.

## Caratteristiche tecniche

### Giocatore
Centrocampista offensivo non dotatissimo dal punto di vista tecnico, era in possesso di un buon senso del gol.

## Carriera

### Giocatore
Nativo di Lonate Pozzolo, dopo una breve esperienza al Pavia nel campionato di Serie C 1952-1953, crebbe nella Gallaratese, che lasciò nel 1955 per passare al Cagliari militante in Serie B. Con i sardi rimase quattro anni in serie cadetta, segnando 35 reti in 96 gare. Nel 1959, a seguito della retrocessione degli isolani in Serie C, venne ceduto al Messina, sempre in B, dove rimase una stagione segnando 5 reti in 30 incontri.
Fu quindi ingaggiato dalla Simmenthal-Monza, dove restò un anno prima di passare alla Pro Patria, dove chiuse la sua carriera all'età di 32 anni.

### Allenatore
Dopo il ritiro rimase nella Pro Patria (in Serie C) da allenatore delle giovanili: una serie di risultati negativi portò all'esonero di Angelo Turconi e alla promozione di Regalia alla guida della prima squadra dopo 5 gare del campionato 1966-1967. Promosse ben presto una politica di crescita dei giovani, che portò la squadra al 10º posto finale: la buona prestazione ottenuta gli valse la conferma per le stagioni successive, dove fece esordire giovani tra cui Alessandro Turini, Alberto Vivian e Luciano Re Cecconi, futuro giocatore della Nazionale. Rimase quattro stagioni alla guida dei bustocchi, conquistando in ogni annata la permanenza in categoria. Lasciò la squadra nel 1970, con l'abbandono dello storico Presidente Enrico Candiani.
Nella stagione 1971-1972 fu il secondo allenatore di Gigi Radice al Cesena.
Nel 1972 venne chiamato alla guida del Bari, in Serie B, dal professor De Palo, che era intenzionato a cambiare notevolmente la formazione biancorossa senza appesantire ulteriormente il bilancio del club. Regalia fece spendere alla società pugliese somme irrisorie (260 milioni di lire) per dodici giovani calciatori, quasi tutti di Serie C e con essi portò il galletto a un buon campionato e alla salvezza a metà classifica nella stagione 1972-1973 (questa giovane squadra venne chiamata "il Bari dell'onda verde di Regalia" e il tecnico lombardo "il petroldollaro del Bari nel momento della svalutazione"). L'annata seguente fu esonerato a metà campionato per gli scarsi risultati ottenuti, sostituito da Luciano Pirazzini. Nell'estate del 1974 venne ingaggiato dalla Reggina, in Serie C, dove rimase due stagioni, prima d'approdare alla Salernitana, dove rimase un anno. Nell'estate del 1977, offertogli il ruolo di direttore sportivo del Bari, da De Palo e i suoi due nuovi soci, Michele Mincuzzi e Aurelio Gironda, chiuse la carriera d'allenatore.

### Dirigente sportivo
Nel 1976 fu cofondatore dell'A.DI.SE., l'Associazione Italiana Direttori Sportivi, della quale è presidente. Da direttore sportivo del Bari contribuì attivamente al grande rilancio dei biancorossi (che militavano in Serie B), scommettendo sui giovani del vivaio barese che poi sfiorarono per soli 2 punti la salita in Serie A nel 1982, con la squadra allenata da Enrico Catuzzi. Alcuni dei giovani baresi scoperti da Regalia furono Michele Armenise, Luigi De Rosa, Nicola Caricola. Sul finire della stagione 1982-1983 lasciò l'incarico.
Dopo la breve parentesi 1984-1985 all'Alessandria in Serie C2, si trasferì alla Lazio del patron ligure Gianmarco Calleri, lavorandovi sempre in veste di direttore sportivo dalla stagione 1986-1987 al 1991-1992, contribuendo con le sue scelte di mercato prima alla salvezza dei biancocelesti nel 1987 e poi alla promozione in Serie A l'anno successivo, con in panchina Eugenio Fascetti che porterà anche a Bari nel 1995.
Tornò al Bari nel 1993, da direttore generale. Il rendimento dei pugliesi fu positivo e dal 1996 al 2001 con l'asse "Matarrese-Fascetti-Regalia" alla guida il Bari disputò quattro stagioni in massima serie e lanciò, fra gli altri, Nicola Ventola, i futuri campioni del mondo Gianluca Zambrotta e Simone Perrotta, oltre ad Antonio Cassano. Regalia lasciò Bari dopo dieci anni, nel 2003 (con la squadra già in Serie B), e nella stagione 2005-2006 divenne direttore sportivo del Lecce, in Serie A.
A luglio 2010 venne ingaggiato dalla sua ex squadra, la Pro Patria, dimettendosi a febbraio 2011 a causa di problemi col presidente. Il 7 gennaio 2012 assume l'incarico di direttore sportivo del Piacenza, in Lega Pro. In seguito al fallimento della società emiliana, di comune accordo con i curatori fallimentari rescinde il contratto nell'aprile successivo.

## Palmarès

### Giocatore

#### Competizioni nazionali
- Serie C: 1

Pavia: 1952-1953